# 清水地熱發電廠
清水地熱發電廠（英語：Cingshuei Geothermal Power Plant），位於臺灣宜蘭縣大同鄉復興村與三星鄉員山村交界，蘭陽溪的支流清水溪右岸，於1981年開始運轉，為臺灣第一座利用地熱能發電的地熱發電廠。後因地熱井結垢阻塞，管線鏽蝕，於1993年11月關廠。
2002年起政府重新探勘，並評估修復地熱井。2016年宜蘭縣政府進行招商，2017年由台灣汽電共生公司 （页面存档备份，存于）及結元能源開發 （页面存档备份，存于）組成的「宜元股份有限公司」得標，第一期4.2百萬瓦（4.2MWe）於2021年11月23日開始商轉。

## 舊電廠（1981年~1993年）
臺灣位於太平洋火環帶，具備開發地熱以做為發電利用的先天優勢條件，其中宜蘭是臺灣最具地熱開發潛能的地區。1976年中油公司在宜蘭縣三星鄉與大同鄉交界處的清水地區鑽井探勘，發現當地蘊涵有極具開發價值的豐富地熱，含有的地熱發電量則近約為每年六萬瓩。
1980年，行政院國科會與中油公司、台灣電力公司合作，在宜蘭清水地熱籌建300萬瓦（3MW）的試驗發電廠，開鑿8口地熱井，將廠區附近地層下所含的豐富地熱氣，導引至廠內作為發電能源，1981年正式運轉發電併聯台電系統，中華民國成為當年全世界第十四個地熱發電國家，清水地熱發電廠也成為臺灣首座地熱發電廠。
清水地熱發電的裝置容量為3,000瓩，發電廠啟用初期，每小時的發電量超過2,000千瓦，但在長期運轉後因為地熱井結垢阻塞，管線鏽蝕，地熱出水量與發電量持續下降，1993年，每小時的平均發電量只剩下180千瓦左右，剩不到全盛期的十分之一，已無效益可言，於是在1993年11月關廠停止發電，終止運轉，累計發電運轉時間及經驗累積12年。

## 新電廠（2013年~）

### 規劃
行政院於2002年1月核定的「再生能源發展方案」中，將發展地熱發電列為其中之一，於是開始協助宜蘭縣政府推動「清水地熱發電計畫」，作為發展地熱發電之示範計畫，並將結合區內可資利用的多項目標及相關周邊產業，以推展整體性之觀光遊憩。2003年，中油與台電同意將閒置電廠、地熱井與管線設施，無償轉移給宜蘭縣政府，由宜蘭縣政府重新開發該區域。2008年，經濟部能源局補助宜蘭縣政府重新探勘並鑽探清水地熱田，委由工研院評估與修復地熱井。

### 示範發電機組（50kW）
2012年，宜蘭縣政府以「清水地熱發電ROT案」提出招商，整建台電廢棄舊電廠後營運再移轉。「噶瑪蘭清水公司」提出投資計畫，投資新台幣2.3億元開發地熱發電。12月17日，與宜蘭縣政府完成簽約。
2013年10月，50kW示範機組建置完成後，完成一個月不停機的長時運轉，累積運轉900小時，累積發電量4萬2千度。
2015年4月，因縣府要求廠商匯入之開發案專款專用金，未於期限內匯入，故宜蘭縣政府以「噶瑪蘭清水公司」違反契約與之解約，擴大規模之商轉案重新進行招商。

### MWe級商轉案
2016年底，由台灣汽電共生公司 （页面存档备份，存于）及結元能源開發 （页面存档备份，存于）組成的「宜元股份有限公司」得標，規劃於第一期投資新台幣7.65億元，設置4.2MWe裝置容量，預計於2021年第二季開始商轉。第二期則將投入資金鑽鑿新井，擴充地熱產能。
2021年10月27日，取得地熱電廠電業執照。11月23日，正式商轉，裝置容量4.2MWe。清水地熱發電廠從地底下900公尺到3,000公尺處汲取攝氏160至180度的高溫地熱流體，經由熱交換原理發電，機組發電後的地熱尾水隨著管線輸送至回注井，送回地底，整個發電過程僅透過「取熱不取水」之方式，運轉過程幾乎無碳排、無水資源的損耗，讓電廠達到永續運轉，且幾乎無污染。

## 發電現況

### 現有機組

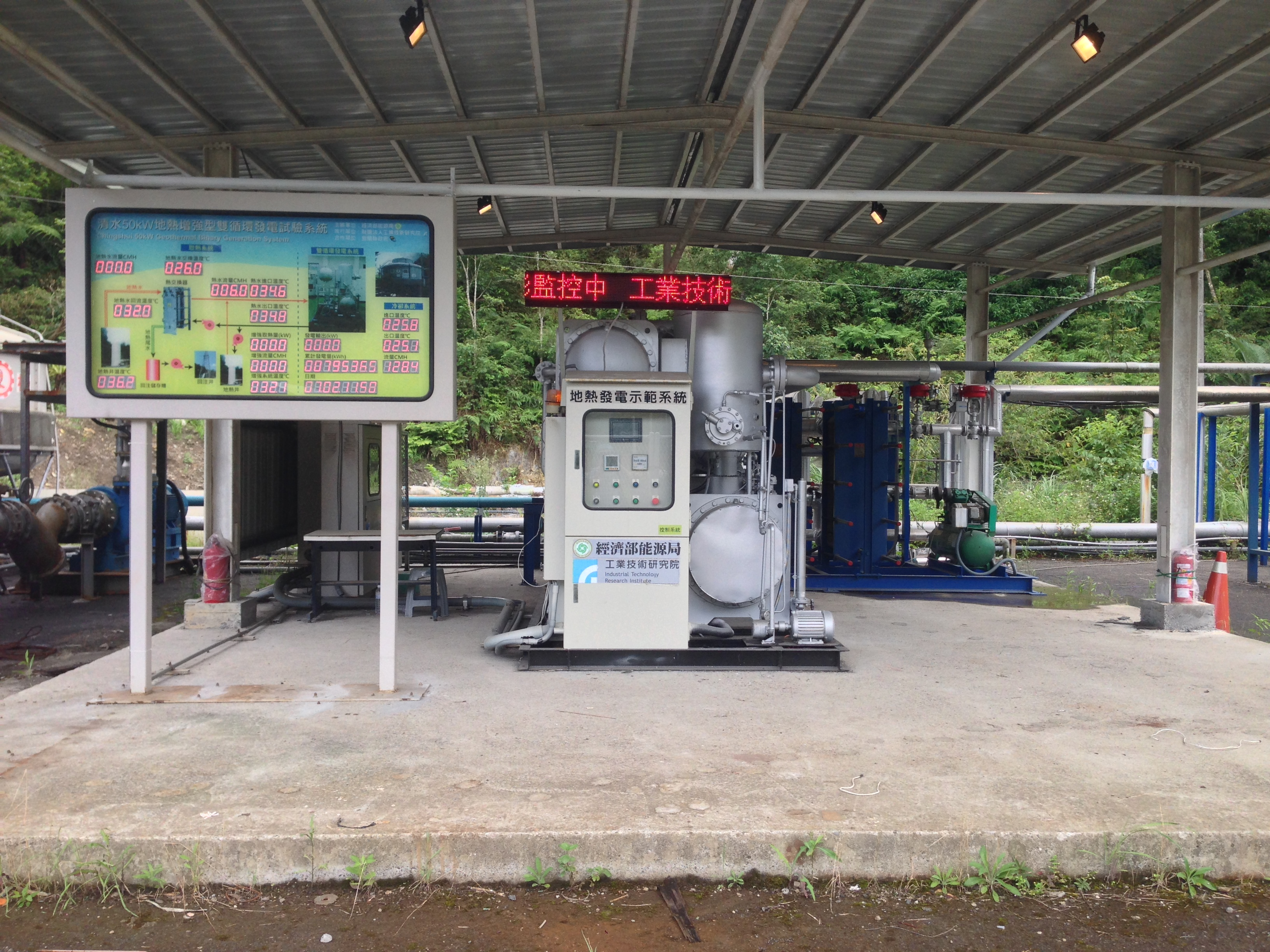
設施

清水地熱發電廠目前設施為300千瓦（0.3MW）的「24小時增強型雙循環發電系統」示範機組，係從地下1,000公尺等處取出地熱溫泉水發電，2018年8月開始發電，每小時生產約250度電力，發電量可供清水地熱公園全區使用，是台灣首座24小時自主發電的觀光園區，目前發電量可供應50戶民宅一年所需。
目前清水地熱已修復原本廢棄之地熱井IC-5、IC-9、IC-13、IC-14、IC-16、IC-18、IC-19及IC-20井，清水地熱電力總發電容量為4.2百萬瓦（4.2MWe），小時發電量約3,150度，約可提供宜蘭縣大同鄉、三星鄉約1萬戶家庭使用。

### 未來機組
第2期新井鑽鑿，預計將裝置容量從4.2MWe提升到9.5MWe。

## 外部連結
- （繁體中文）宜蘭縣清水地熱發電整建、營運、移轉案招商文件 - 宜蘭縣政府 （页面存档备份，存于）